# Úřad geodézie, kartografie a katastru Slovenské republiky
Úřad geodézie, kartografie a katastru Slovenské republiky (zkr. ÚGKK SR) je ústřední orgán státní správy Slovenské republiky pro geodézii, kartografii a katastr nemovitostí. Současnou předsedkyní je Mária Frindrichová.

## Hlavní úkoly
Na úseku geodézie a kartografie:
- A) vypracovává koncepce směrů rozvoje geodetických a kartografických činností, které se provádějí pro potřeby státu mimo potřeb obrany státu,
- B) určuje závazné geodetické systémy a lokalizační standardy mimo potřeb obrany státu a potřeb správy státních hranic, 4)
- C) určuje kvalitativní podmínky provádění vybraných geodetických a kartografických činností uvedených v § 6 odst. 1 písm. a), b), c), d) a e),
- D) zajišťuje zřizování a aktualizaci geodetických základů,
- E) zajišťuje tvorbu, aktualizaci a vydávání státních mapových děl, map územního a správného členění Slovenské republiky a jiných kartografických děl,
- F) zajišťuje stabilizaci a vyměřování geodetických bodů státních hranic a aktualizaci geodetické části hraničního dokumentárního díla,
- G) standardizuje geografické názvosloví podle § 18 odst. 1,
- H) zabezpečuje tvorbu a provozování automatizovaného informačního systému geodézie, kartografie a katastru nemovitostí,
- I) zajišťuje stahování, využití, dokumentování, archivování a zpřístupňování výsledků vybraných geodetických a kartografických činností,
- J) vydává a odnímá fyzickým osobám osvědčení o zvláštní odborné způsobilosti,
- K) řídí a koordinuje výzkum a vědeckotechnický rozvoj a shromažďuje vědecko-technické informace pro geodetické a kartografické činnosti, které se provádějí pro potřeby státu mimo potřeb obrany státu.

Na úseku katastru nemovitostí:
- A) vypracovává koncepce směrů rozvoje katastru nemovitostí a řídí výkon státní správy uskutečňované krajskými úřady a okresními úřady na úseku katastru nemovitostí vydáváním obecně závazných právních předpisů, směrnic a pokynů, sjednocováním postupu při jejich používání, vypracováním koncepcí rozvoje úseku státní správy a přezkoumáním rozhodnutí podle zvláštních předpisů a kontroluje tento výkon,
- B) spolupracuje s Ministerstvem vnitra Slovenské republiky při hodnocení činnosti krajských úřadů a okresních úřadů, při přípravě opatření týkajících se jejich výstavby a činnosti, při odborné přípravě zaměstnanců krajských úřadů a okresních úřadů, při určování skladby pracovních funkcí na krajských úřadech a okresních úřadech ,
- C) podílí se na sestavení návrhu souhrnu rozpočtů krajských úřadů a vyjadřuje se ke změně jeho závazných úkolů závazných limitů a závazných ukazatelů,
- D) je odvolacím orgánem (ve věcech, ve kterých v katastrálním řízení v prvním stupni konají krajské úřady, pokud zvláštní zákon nestanoví jinak,
- E) ověřuje způsobilost zaměstnanců okresních úřadů rozhodovat o návrhu na vklad,
- F) vykonává katastrální inspekci nad úrovní správy, aktualizace a obnovy katastru nemovitostí, jakož i nad úrovní úkolů souvisejících s katastrem nemovitostí,
- G) zabezpečuje úkoly podle zvláštních zákonů v oblasti uspořádání vlastnických práv k pozemkům.

## Podřízené organizace
Úřad je zřizovatelem Geodetického a kartografického ústavu.